# 쿨하르

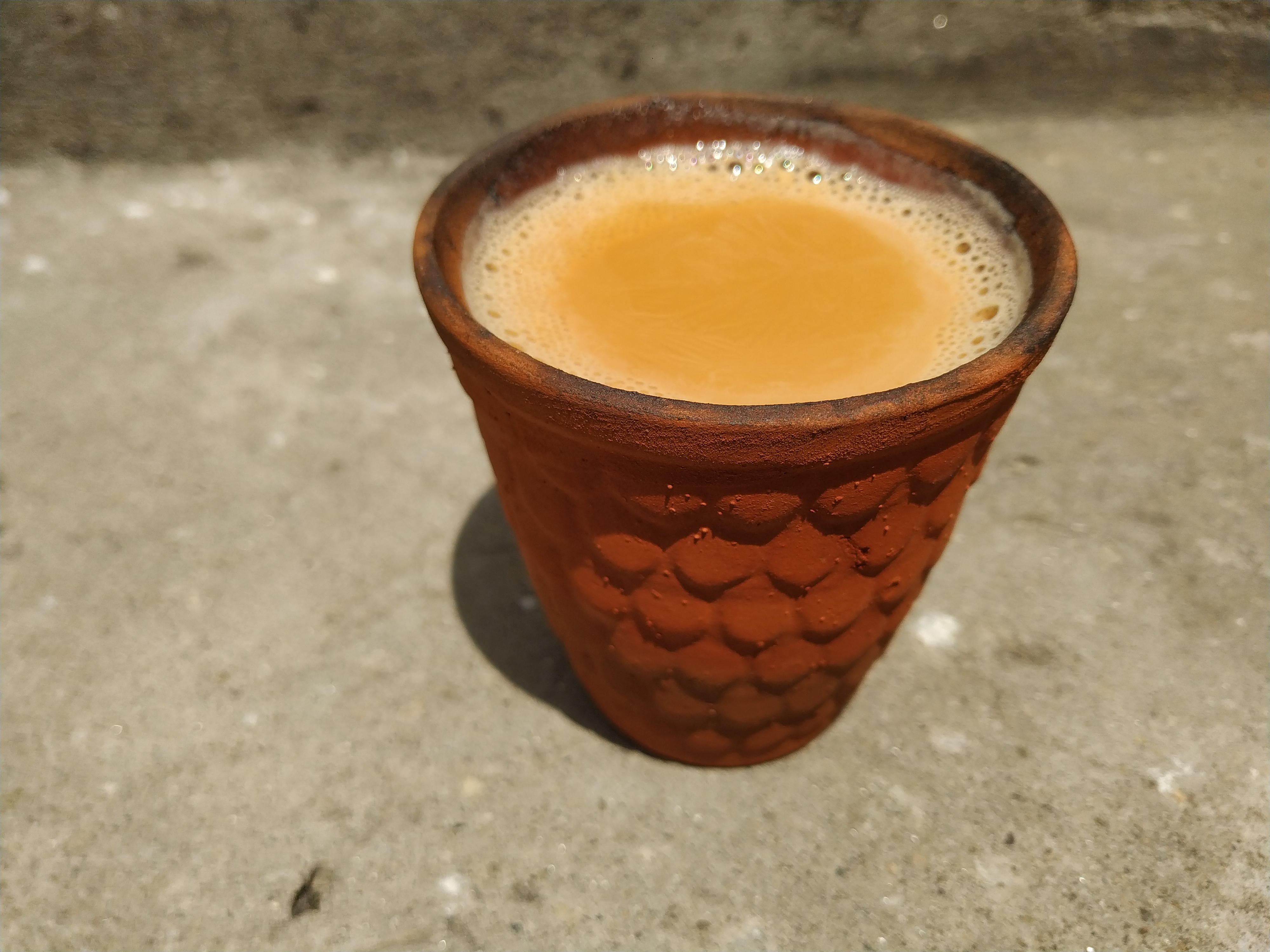
쿨하르에 담긴 차.

쿨하르(힌디어: कुल्हड़, 우르두어: کلہڑ) 또는 쿨하드, 마티르 바르(벵골어: মাটির ভাঁড়)는 남아시아의 전통적인 손잡이가 없는 토기잔으로, 일반적으로 아무런 장식을 하지 않고 유약을 바르지 않으며 일회용이다. 쿨하르는 거의 재사용되지 않는다.
인도 아대륙의 바자회와 포장마차에서는 전통적으로 차 같은 뜨거운 음료를 쿨하르에 담아 제공했는데, 이 음료에는 '흙냄새'가 배어 있어 종종 매력적으로 여겨지곤 했다. 요구르트, 설탕을 넣은 뜨거운 우유, 쿨피(전통 아이스크림)와 같은 일부 지역 디저트도 쿨하르에 담겨 제공된다. 쿨하르는 점차 폴리스티렌과 코팅된 종이컵으로 대체되었는데, 후자는 대량으로 휴대하기 가볍고 가격이 저렴하기 때문이다.

## 기원

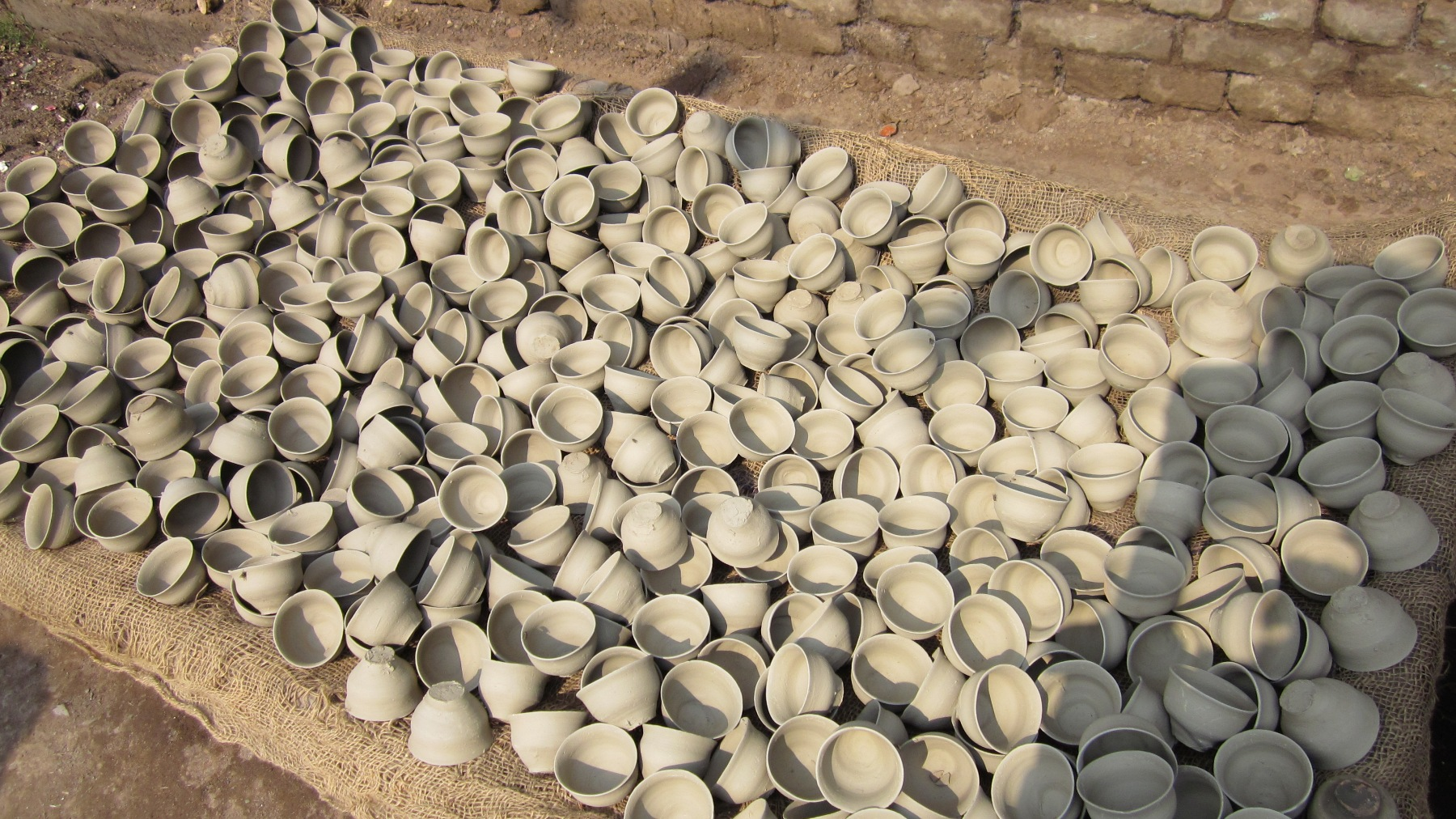
인도 시골의 제조 현장에서 연소되지 않은 쿨하르

쿨하르는 인더스 문명 이래로 지난 5,000년 동안 이 지역에서 사용되어 온 것으로 추정된다.

## 맛에 미치는 영향
쿨하르는 유약을 바르지 않기 때문에 차와 같은 뜨거운 음료가 제공되는 쿨하르의 내벽에 부분적으로 스며든다. 이는 음료의 맛과 향을 향상시키는 효과가 있으며, 때때로 "흙내"(सौंधी ख़ुशबू 손디 쿠쉬보)로 묘사되기도 한다. 비록 쿨하르는 비용과 효율성의 이유로 합성 컵에 밀리고 있지만, 고급 레스토랑에서는 종종 고객들에게 쿨하르-와알리차이(쿨하르에 담긴 차)를 제공한다.

## 인도 철도의 부흥 노력과 비판

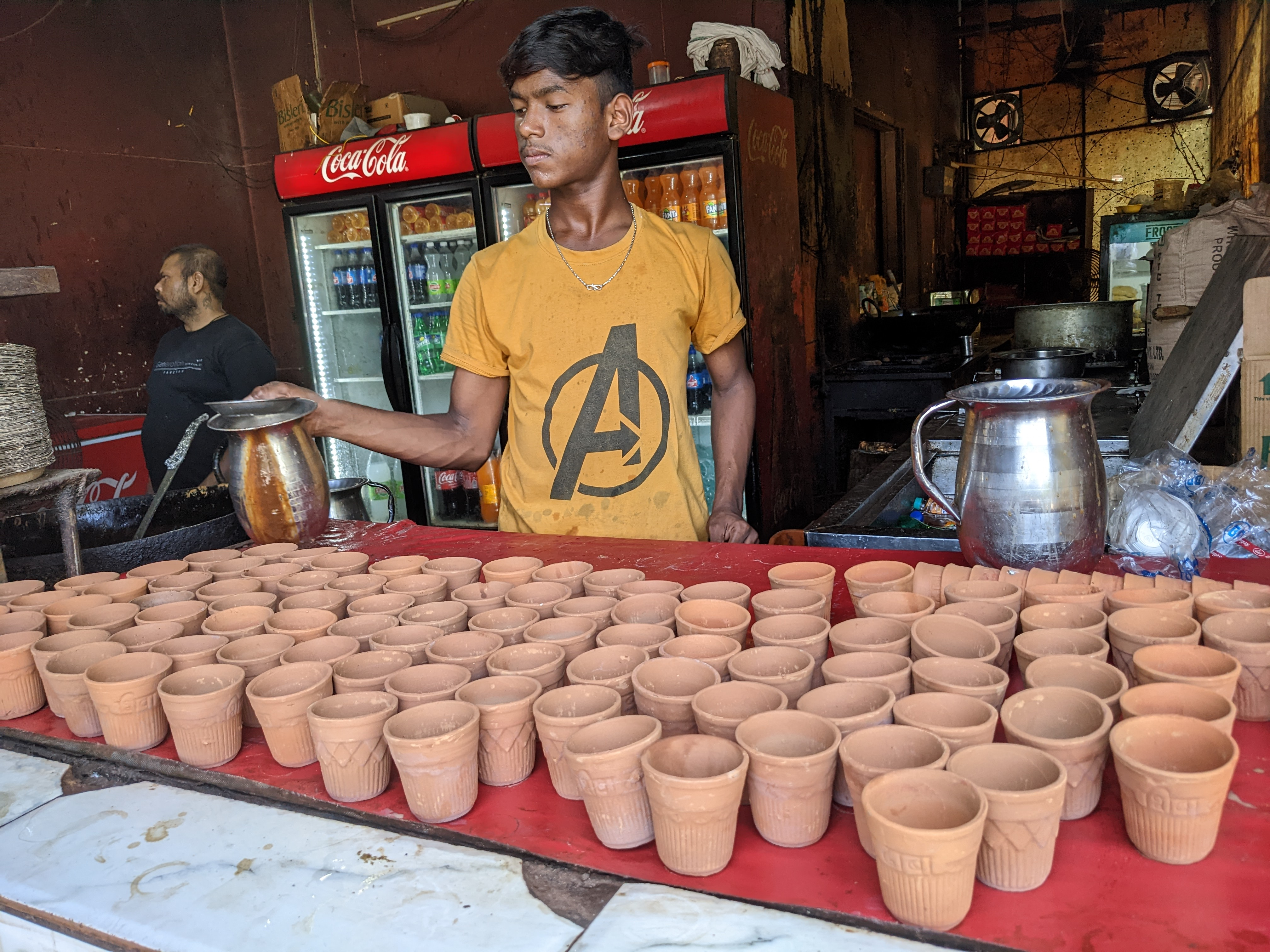
쿨하르에 차 붓기

2004년 인도 철도는 당시 랄루 프라사드 야다브 철도부 장관의 지도 아래에서 기차역과 기차에서 판매되는 차와 기타 음료에 쿨하르를 사용하는 것을 부활시키려고 시도했다. 쿨하르는 점토로만 만들어지기 때문에 플라스틱보다 더 위생적이고 환경 친화적이라고 주장했다. 또한 쿨하르는 소규모 작업으로 생산되기 때문에 농촌 고용을 늘리는 데 도움이 될 것이라고 믿었다.
비평가들은 철도가 1년에 약 18억 쿨하르를 분배해야 할 것이며, 이는 오염과 관련된 가마의 과도한 연료 소비를 의미할 것이라고 반박했다. 쿨하르는 분해되는 데 최대 10년이 걸린다고 주장되었지만, 인더스 계곡 유적에서 수천년 된 파편이 발견되면서 쿨하르가 환경적으로 우수하다는 주장이 반박되었다. 쿨하르가 부활하면 하루에 주당 100에이커(0.40㎢)의 속도로 표토가 고갈될 수 있으며 농촌 장인들의 경제적 이익은 미미할 것이라는 우려도 제기되었다.

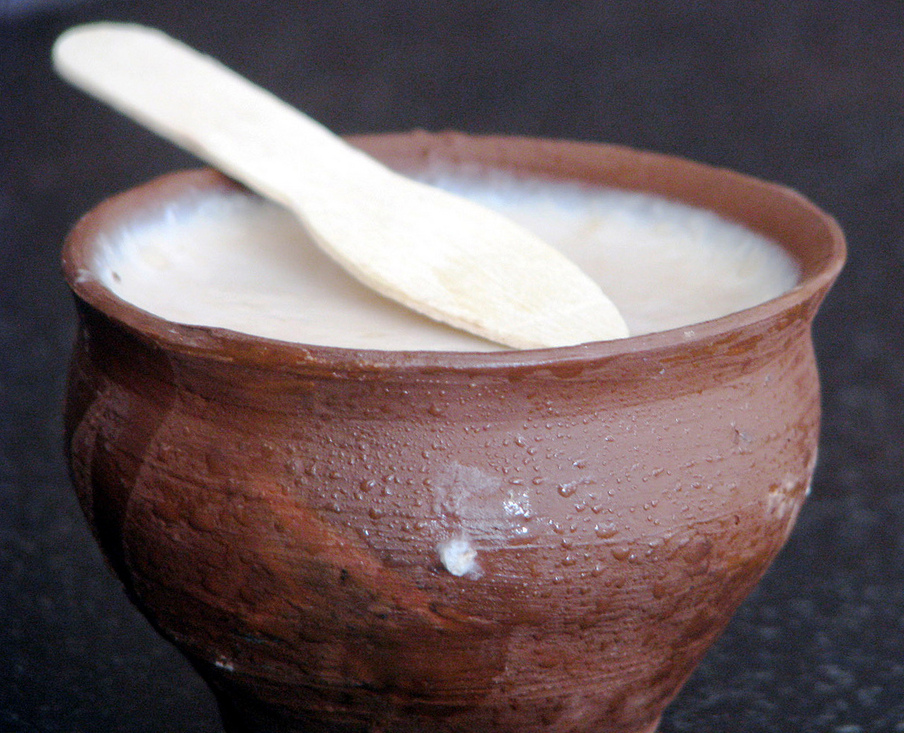
다히를 함유한 쿨하르

표토를 대체하는 것이 가능하고 쿨하르를 더 낮은 온도에서 만들어 연료를 절약하고 더 빠르게 분해되도록 할 수 있지만, 2008년까지 철도에서 쿨하르 사용을 되살리려는 노력은 플라스틱과 코팅된 종이컵의 광범위한 사용으로 인해 실패한 것으로 간주되었다. 쿨하르의 무게와 단위당 비용이 더 많이 든 것이 주된 이유였다. 한 추정치에 따르면 조달 비용은 쿨하르 당 140파이사, 코팅된 종이컵의 경우 7~10파이사라고 한다. 또한 쿨하르는 액체를 어느 정도 흡수하기 때문에 구매자에게 일회용 플라스틱 컵보다 쿨하르에 더 많은 차를 줘야 한다는 일부 공급업체들의 불만도 있었다.